# Otto Mergenthaler
Otto Mergenthaler (* 1. Dezember 1898 in Treuchtlingen; † 5. Mai 2001 in Regensburg) war ein deutscher Botaniker und Naturschützer.

## Leben
Er arbeitete als Bundesbahnoberamtmann im Prüfungsamt der Bahn in Regensburg. Seine ehrenamtlich ausgeübte botanische Tätigkeit befasste sich mit der systematischen floristischen Durchforschung der weiteren Umgebung von Regensburg. Dabei fertigte er fast 6000 Exkursionsprotokolle mit etwa 200.000 floristischen Einzeldaten sowie eine umfangreiche Fotodokumentation an.
Von 1956 bis 1974 war Otto Mergenthaler Vorsitzender der Regensburgischen Botanischen Gesellschaft, danach ihr Ehrenvorsitzender. Er war Ehrenmitglied der Bayerischen Botanischen Gesellschaft, Träger der Albertus-Magnus-Medaille der Stadt Regensburg, des Bayerischen Verdienstordens, des Bundesverdienstkreuzes 1. Klasse und Preisträger der Bayerischen Akademie der Wissenschaften. Zu seinen Ehren benannt sind der Gold-Hahnenfuß Ranunculus mergenthaleri und die Mehlbeere Sorbus mergenthaleriana.